# Bartel Leendert van der Waerden
Bartel Leendert van der Waerden (tiếng Hà Lan: [vɑn dər ˈʋaːrdə(n)]; 2 tháng 2 năm 1903 – 12 tháng 1 năm 1996) là một nhà toán học và lịch sử toán học Hà Lan.